# Струмицкий апостол
Струмицкий апостол — среднеболгарский литературный памятник XIII века. Содержит 88 пергаментных листов низкого качества.
Написан кириллицей с глаголическими вкраплениями. Рукопись представляет собой краткий изборный апостол. В конце находится календарь со славянскими названиями месяцев. Поскольку рукопись входит в собрание Павла Шафарика, она также упоминается как Шафариков апостол.
Рукопись хранится в Праге, в Национальном музее (IX, E 25, собрание П. Й. Шафарика).